# Nekretnina
Nekretnina u stvarnom pravu označava česticu zemljine površine, uključujući i sve što je s njom razmjerno trajno povezano na njezinoj površini ili ispod nje (prije svega zgrada, kuća, i sl.). Jednu nekretninu, u pravnom smislu, može činiti i više zemljišnih čestica upisano u zemljišnoj knjizi u isti zemljišnoknjižni uložak, one su pravno sjedinjene u jedno tijelo (zemljišnoknjižno tijelo), koje je kao takvo jedna nekretnina. 
Trava, drveće, plodovi i sve uporabljive stvari koje zemlja rađa na svojoj površini dijelovi su te nekretnine sve dok se od zemlje ne odvoje. Što je na površini zemlje, iznad ili ispod nje izgrađeno, a namijenjeno je da tamo trajno ostane, ili je u nekretninu ugrađeno, njoj dograđeno, na njoj nadograđeno ili bilo kako drukčije s njom trajno spojeno, dio je te nekretnine sve dok se od nje ne odvoji. No, nisu dijelovi zemljišta one zgrade i drugo što je s njim spojeno samo radi neke prolazne namjene. 
Nisu dijelovi zemljišta one zgrade i druge građevine koje su trajno povezane s tim zemljištem ako ih od njega pravno odvaja stvarno pravo koje svojega nositelja ovlašćuje da na tom tuđem zemljištu ima takvu zgradu ili drugu građevinu u svome vlasništvu (pravo građenja). Isto na odgovarajući način vrijedi i za zgrade i druge građevine koje od zemljišta ili od općega dobra pravno odvaja na zakonu osnovana koncesija koja svojega nositelja ovlašćuje da na tome ima takvu zgradu ili drugu građevinu u svome vlasništvu. 
Strojevi i slični uređaji koji bi inače bili dio neke nekretnine ne smatraju se njezinim dijelom nego samostalnim stvarima, ako se s pristankom vlasnika nekretnine zabilježi u zemljišnoj knjizi da su oni vlasništvo druge osobe.  
Prava koja postoje u korist neke nekretnine smatraju se pripadnošću te nekretnine. 